# George Graham
George Graham (n. 30 noiembrie 1944) este un fost fotbalist și antrenor de fotbal scoțian. El și-a căpătat faima la Arsenal, ca jucător în anii 1970 și apoi ca antrenor între 1986 și 1995.

## Statistici carieră

### Ca jucător
|               |                   |                 | Campionat | Campionat | Cupă    | Cupă   | Cupa Ligii | Cupa Ligii | Continental | Continental | Total   | Total  |
| Sezon         | Club              | Campionat       | Meciuri   | Goluri    | Meciuri | Goluri | Meciuri    | Goluri     | Meciuri     | Goluri      | Meciuri | Goluri |
| Anglia        | Anglia            | Anglia          | Campionat | Campionat | FA Cup  | FA Cup | League Cup | League Cup | Europa      | Europa      | Total   | Total  |
| ------------- | ----------------- | --------------- | --------- | --------- | ------- | ------ | ---------- | ---------- | ----------- | ----------- | ------- | ------ |
| 1961–62       | Aston Villa       | First Division  | 0         | 0         |         |        |            |            |             |             |         |        |
| 1962–63       | Aston Villa       | First Division  | 2         | 1         |         |        |            |            |             |             |         |        |
| 1963–64       | Aston Villa       | First Division  | 6         | 1         |         |        |            |            |             |             |         |        |
| 1964–65       | Chelsea           | First Division  | 30        | 17        |         |        |            |            |             |             |         |        |
| 1965–66       | Chelsea           | First Division  | 33        | 17        |         |        |            |            |             |             |         |        |
| 1966–67       | Chelsea           | First Division  | 9         | 1         |         |        |            |            |             |             |         |        |
| 1966–67       | Arsenal           | First Division  | 33        | 11        |         |        |            |            |             |             |         |        |
| 1967–68       | Arsenal           | First Division  | 38        | 16        |         |        |            |            |             |             |         |        |
| 1968–69       | Arsenal           | First Division  | 26        | 4         |         |        |            |            |             |             |         |        |
| 1969–70       | Arsenal           | First Division  | 36        | 7         |         |        |            |            |             |             |         |        |
| 1970–71       | Arsenal           | First Division  | 37        | 11        |         |        |            |            |             |             |         |        |
| 1971–72       | Arsenal           | First Division  | 40        | 8         |         |        |            |            |             |             |         |        |
| 1972–73       | Arsenal           | First Division  | 16        | 3         |         |        |            |            |             |             |         |        |
| 1972–73       | Manchester United | First Division  | 18        | 1         |         |        |            |            |             |             |         |        |
| 1973–74       | Manchester United | First Division  | 24        | 1         |         |        |            |            |             |             |         |        |
| 1974–75       | Manchester United | Second Division | 1         | 0         |         |        |            |            |             |             |         |        |
| 1974–75       | Portsmouth        | Second Division | 19        | 3         |         |        |            |            |             |             |         |        |
| 1975–76       | Portsmouth        | Second Division | 39        | 2         |         |        |            |            |             |             |         |        |
| 1976–77       | Portsmouth        | Third Division  | 3         | 0         |         |        |            |            |             |             |         |        |
| 1976–77       | Crystal Palace    | Third Division  | 23        | 2         |         |        |            |            |             |             |         |        |
| 1977–78       | Crystal Palace    | Second Division | 21        | 0         |         |        |            |            |             |             |         |        |
| Total         | Anglia            | Anglia          | 454       | 106       |         |        |            |            |             |             |         |        |
| Total carieră | Total carieră     | Total carieră   | 454       | 106       |         |        |            |            |             |             |         |        |

### Statistici antrenorat
| Echipa            | Țara   | Început            | Sfârșit           | Rezultate | Rezultate | Rezultate | Rezultate | Rezultate |
| Echipa            | Țara   | Început            | Sfârșit           | G         | W         | D         | L         | Win %     |
| ----------------- | ------ | ------------------ | ----------------- | --------- | --------- | --------- | --------- | --------- |
| Millwall          | Anglia | 6 decembrie 1982   | 13 mai 1986       | 181       | 82        | 46        | 53        | 45,3      |
| Arsenal           | Anglia | 14 mai 1986        | 21 februarie 1995 | 460       | 225       | 102       | 133       | 48,91     |
| Leeds United      | Anglia | 10 septembrie 1996 | 1 octombrie 1998  | 95        | 37        | 31        | 27        | 38,95     |
| Tottenham Hotspur | Anglia | 1 octombrie 1998   | 16 martie 2001    | 126       | 50        | 35        | 41        | 39,68     |
| Total             | Total  | Total              | Total             | 862       | 394       | 214       | 254       | 45,71     |

## Palmares
| Millwall - Football League Trophy (1): 1982–83 - Third Division promotion (1): 1984–85 Arsenal - First Division (2): 1988–89, 1990–91 - League Cup (2): 1986–87, 1992–93 - FA Charity Shield (1): 1991 (shared) - FA Cup (1): 1992–93 - Cupa Cupelor UEFA (1): 1994 Runner-up: - League Cup (1): 1987–88 - FA Charity Shield (2): 1989, 1993 - UEFA Super Cup (1): 1994 Tottenham Hotspur - League Cup (1): 1998–99 | Chelsea - League Cup (1): 1964–65 Arsenal - Cupa Orașelor Târguri (1): 1969–70 - First Division (1): [1970–71 - FA Cup (1): 1970–71 |